# Wojciech Konstanty Breza
Wojciech Konstanty Breza herbu własnego (zm. 1698) – wojewoda poznański w latach 1692–1698, wojewoda kaliski w latach 1687–1692, kasztelan poznański w latach 1681–1687, łowczy poznański w latach 1658–1665, poseł Rzeczypospolitej w Królestwie Szwecji w latach 1673–1674, przedstawiciel dyplomatyczny Rzeczypospolitej w Królestwie Danii w 1673 roku, starosta nowodworski w 1676 roku.

## Życiorys
Urodzony w rodzinie francuskiego pochodzenia. Syn Mikołaja Tytusa i Zofii z d. Żychlińskiej. Wielokrotnie wybierany posłem na sejm. Poseł sejmiku średzkiego na sejm 1661 roku. W 1661 został łowczym poznańskim i starostą nowodworskim. Po abdykacji Jana Kazimierza popierał w sejmie Michała Korybuta Wiśniowieckiego. Poseł sejmiku generalnego pruskiego na sejm 1664/1665 roku. Był elektorem Michała Korybuta Wiśniowieckiego z województwa poznańskiego w 1669 roku. W 1673 jako poseł próbował bezskutecznie nakłonić Szwecję do udzielenia Polsce pomocy w wojnie z Turcją. Na wieść o śmierci króla Michała wraz z Władysławem Rejem wysunął kandydaturę księcia Jerzego duńskiego do tronu polskiego. Jako poseł na sejm konwokacyjny 1674 roku z województwa poznańskiego był członkiem konfederacji generalnej zawiązanej 15 stycznia 1674 roku na tym sejmie. Zrezygnował z popierania kandydatury duńskiej, stając się zwolennikiem Jana Sobieskiego. Poseł sejmiku średzkiego na sejm koronacyjny 1676 roku, sejm 1681 roku. Poseł sejmiku średzkiego województw poznańskiego i kaliskiego na sejm 1677 roku. Poseł sejmiku płockiego na sejm 1678/1679 roku. Jako poseł wielokrotnie wybierany do komisji, szczególnie tych mających na celu rozwiązywanie spraw spornych z Brandenburgią. Był przeciwnikiem profrancuskiej polityki króla i jego planów odzyskania Prus Książęcych przy pomocy Francji. Stronnik elektora, którego informował o posunięciach Rzeczypospolitej, pobierając za to wynagrodzenie. Razem z Krzysztofem Grzymułtowskim zapewniał Hohenzollerna, że z polskiej strony nie dojdzie do ataku na Prusy Książęce. Przeciwnik planowanych przez Jana Sobieskiego reform wewnętrznych, uważał elektora za obrońcę swobód szlacheckich. W 1681, po zbliżeniu się do króla, mianowany kasztelanem poznańskim. Nie zrywając z elektorem, w 1683 poparł na sejmie politykę Jana III i sojusz z cesarzem. W 1684 pomyślnie odprawił poselstwo do Berlina w sprawie posiłków na wojnę turecką. W 1687 został wojewodą kaliskim, a w 1692 poznańskim. Ufundował kościół w Skrzatuszu koło Wałcza.

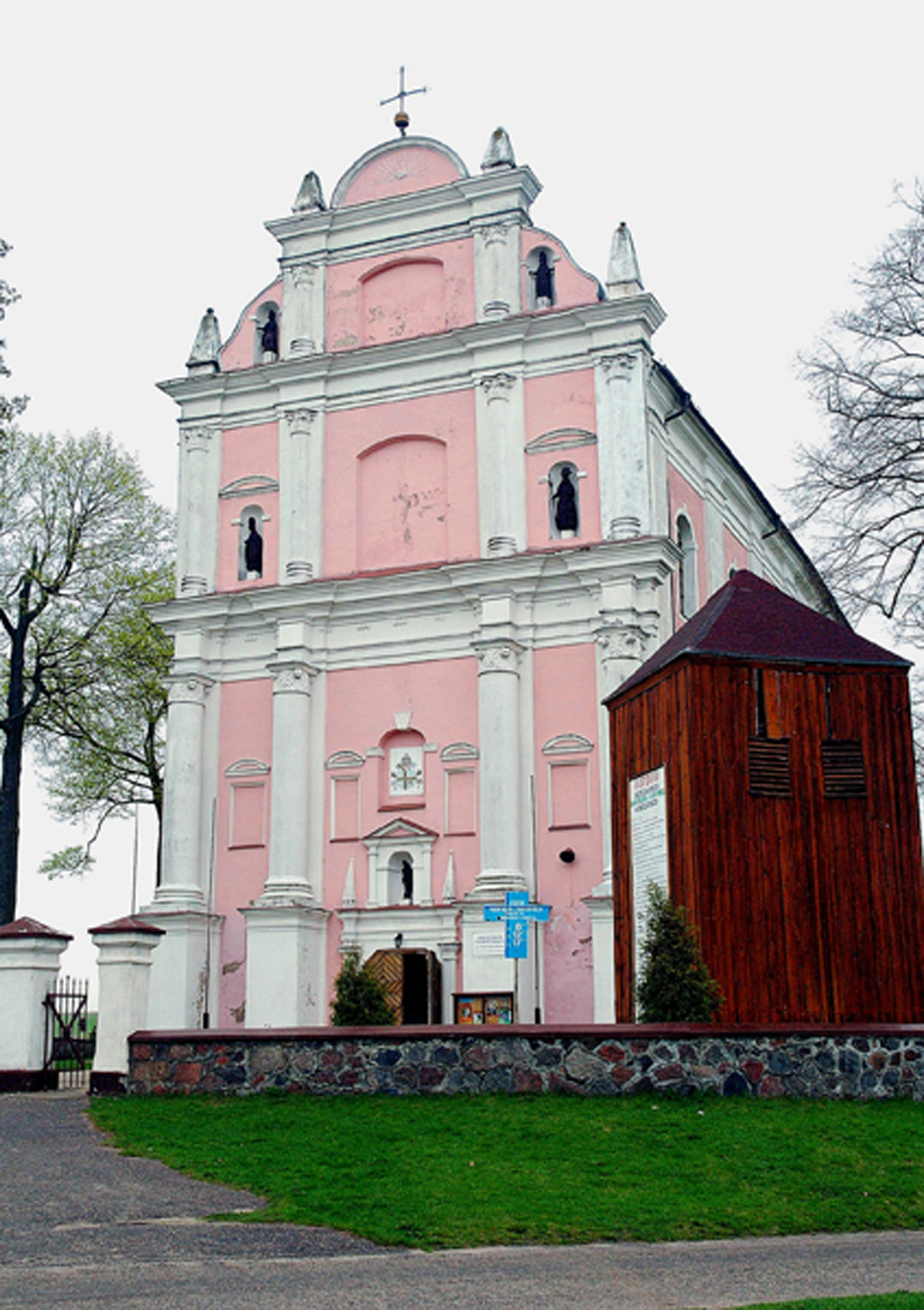
Kościół w Skrzatuszu ufundowany przez Wojciecha Brezę.

Po zerwanym sejmie konwokacyjnym 1696 roku przystąpił 28 września 1696 roku do konfederacji generalnej. W 1697 roku był elektorem Augusta II Mocnego z województwa poznańskiego, podpisał jego pacta conventa.
Zmarł w 1698 i został pochowany w Poznaniu, prawdopodobnie w kościele karmelitów.
Kolejno żonaty z Katarzyną Jadwigą Denhoffówną, Anną Konstancją Wejherówną i Teresą Konstancją Opalińską, nie doczekał się potomstwa.